# ماتیا پوتزو
ماتیا پوتزو (ایتالیایی: Mattia Pozzo؛ زادهٔ ۲۶ ژانویهٔ ۱۹۸۹) دوچرخه‌سوار اهل ایتالیا است.